# Spanderswoud
Het Spanderswoud is een bosgebied van ongeveer 213 ha ten westen van de weg Bussum-Hilversum (de N524), ten zuiden van de Franse Kampheide en ten oosten van 's-Graveland en Bantam. In het midden is een klein heideveld. Aan de kant van de bebouwde kom van Hilversum is er een aantal waterpartijen.
Het Spanderswoud was oorspronkelijk een productiebos van loof- en naaldhout.
Het gebied valt onder beheer van het Goois Natuurreservaat en is door middel van de Natuurbrug Zanderij Crailoo (over de weg en de spoorbaan) met de Bussummerheide verbonden.
Ten westen van het bos bevindt zich het Landgoed Spanderswoud, een van de buitenplaatsen van 's-Graveland.